# Pilaria brevivena
Pilaria brevivena är en tvåvingeart som beskrevs av Alexander 1956. Pilaria brevivena ingår i släktet Pilaria och familjen småharkrankar.
Artens utbredningsområde är Uganda. Inga underarter finns listade i Catalogue of Life.